# Aeroportul Gladwin Zettel Memorial
Aeroportul Gladwin Zettel Memorial (IATA: GDW, ICAO: KGDW, FAA LID: GDW) este un aeroport din Michigan, Statele Unite ale Americii ce deservește zona Gladwin. Aeroportul a fost tranzitat în 2019 de 8 pasageri. A fost numit după zona deservită.
Situat la o altitudine de 236 m, aeroportul dispune de 2 piste.

## Infrastructură

### Piste
Aeroportul dispune de 2 piste. Pista 09/27 are suprafața de asfalt și dimensiunile 4.699 picioare × 75 picioare. Pista 15/33 are suprafața de Iarbă și dimensiunile 2.580 picioare × 150 picioare. 